# Onthophagus turgidus
Onthophagus turgidus é uma espécie de inseto do género Onthophagus, família Scarabaeidae, ordem Coleoptera.
Foi descrita cientificamente por Kohlmann & Solís em 2012.